# 莱塞特瓦隆
莱塞特瓦隆（法語：Les Septvallons，法語發音：[le sɛtvalɔ̃]）是法国埃纳省的一个市镇，属于苏瓦松区。该市镇于2016年由原市镇格莱讷、隆格瓦勒-巴邦瓦勒、梅尔瓦勒、佩尔勒、雷维永、沃塞雷和维莱昂普赖耶尔合并而成，行政中心位于隆格瓦勒-巴邦瓦勒。

## 地理
莱塞特瓦隆（49°21'36"N, 3°39'12"E）面积38.14 平方千米，位于法国上法蘭西大區埃纳省，该省份为法国北部内陆省份，北起北部省，西接索姆省和瓦兹省，东临阿登省和马恩省，西南至塞纳-马恩省，东北部与比利时接壤。
与莱塞特瓦隆接壤的市镇（或旧市镇、城区）包括：布朗济莱菲姆、迪泽勒、塞尔瓦勒、维耶尔阿尔西、巴略莱菲姆、罗曼、米斯库尔、迈济、厄伊、布尔和科曼、菲姆、帕尔、巴佐什和圣蒂博。
莱塞特瓦隆的时区为UTC+01:00、UTC+02:00（夏令时）。

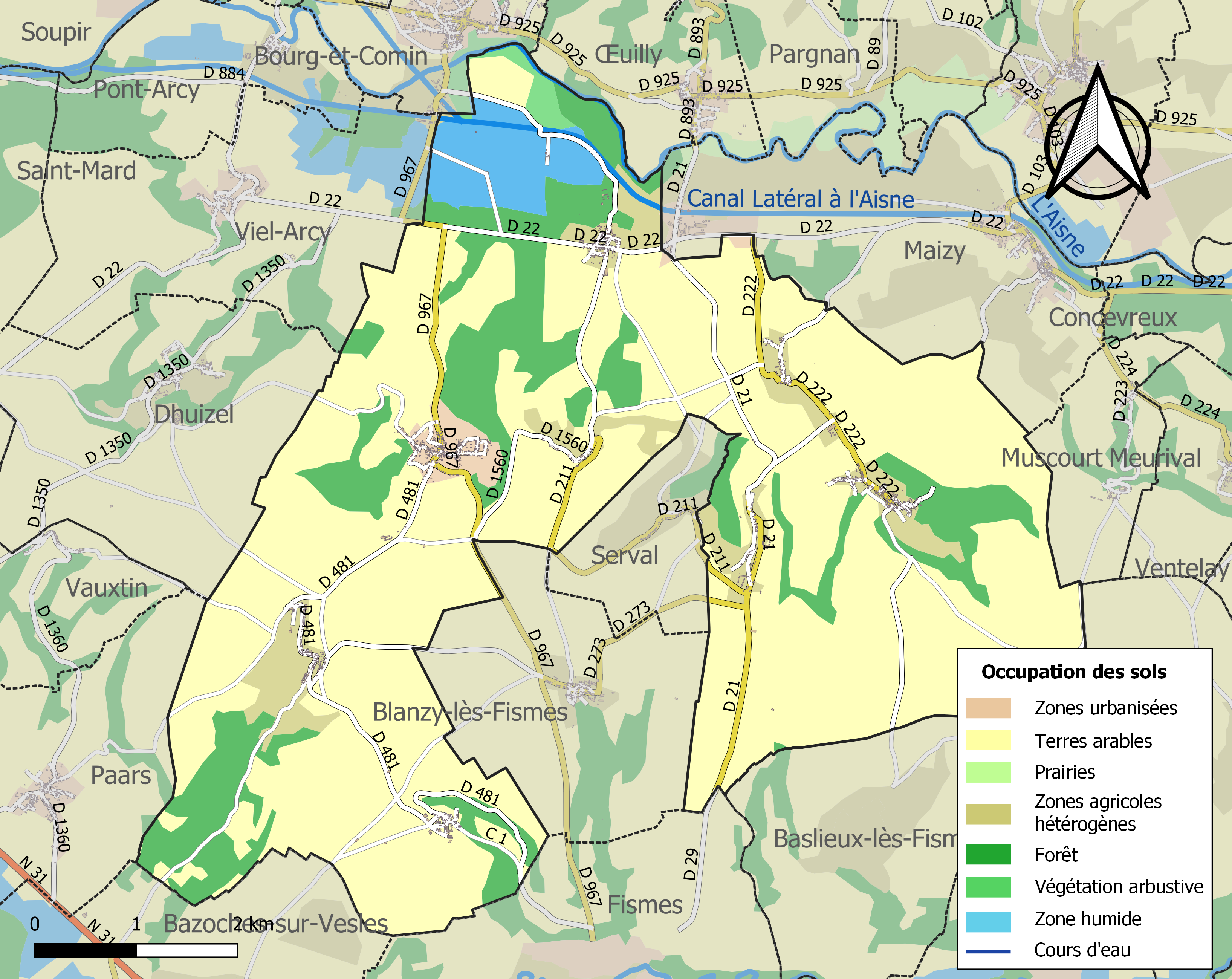
莱塞特瓦隆的OSM定位图

## 行政
莱塞特瓦隆的邮政编码为02160，INSEE市镇编码为02439。

## 政治
莱塞特瓦隆所属的省级选区为塔德努瓦地区费尔县。

## 人口
莱塞特瓦隆于2022年1月1日时的人口数量为1234人。